# Cephise cephise
Cephise cephise är en fjärilsart som beskrevs av Herrich-Schäffer 1869. Cephise cephise ingår i släktet Cephise och familjen tjockhuvuden. Inga underarter finns listade i Catalogue of Life.